# Militaire sciencefiction

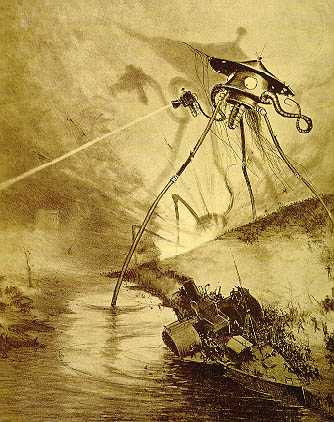
Driepoot uit The War of the Worlds.

Militaire sciencefiction is een subgenre van sciencefiction dat zich concentreert op met wapens uitgevochten conflicten, door op militaire lijst georganiseerde groepen mensen (krijgsmachten). Het genre in zijn geheel is niet scherp begrensd ten opzichte van andere genres: zo kan er aanmerkelijke overlap zijn met space opera. Er kan ook aanmerkelijk verschil zijn in het sciencefiction-aspect: het ene werk kan in detail uitweiden over de technische eigenschappen waarmee ruimteschepen elkaar proberen te vernietigen, terwijl in een ander werk ruimteschepen niet meer zijn dan een transportmiddel naar een andere planeet waar strijdkrachten elkaar vooral met het zwaard te lijf gaan. 
De krijgsmacht, de militaire tactieken en strategieën, de wapentechnologieën zullen een belangrijk deel van het verhaal vormen en vaak uitgebreid behandeld worden. 
Het genre wordt soms wel beschouwd deel uit te maken van de maatschappelijke sciencefiction-stroming.

## Geschiedenis
Er zal verschil van opvatting mogelijk zijn over waar het genre begint; zo bevat The War of the Worlds van H.G. Wells uit 1898 al militaire elementen. Eventueel is E.E. "Doc" Smith met zijn Lensman-reeks (1934-1950) te noemen, maar daar komt eigenlijk geen krijgsmacht in voor. Ook Isaac Asimovs Foundation-serie uit 1951 over de ondergang van het Galactische Imperium en Henry Beam Pipers Uller Uprising uit 1952 (niet in het Nederlands verschenen) zijn te noemen. Duidelijk wel tot het genre hoort Robert Heinleins  bekende Starship Troopers uit 1959. Minder bekend is Gordon R. Dicksons Dorsai-reeks (1959-1988), waarvan sommige delen onder dit genre vallen. Pournelle's verhalen over Falkenberg's Legion (vanaf 1971) zijn heel pure voorbeelden van het genre.
De Vietnamoorlog zorgde voor meer aandacht in de VS voor militaire conflicten, en daarmee ook voor dit genre. Dickson bracht in 1975 Combat SF uit: een anthologie met militaire sciencefictionverhalen vanaf 1949 tot 1979 van de hand van schrijvers als Poul Anderson, Arthur C. Clarke, Hal Clement, Keith Laumer, Gene Wolfe en anderen. Eind jaren 70 begonnen twee belangrijke militaire sciencefictionreeksen, die echter niet in het Nederlands verschenen: Keith Laumers Bolo-reeks (vanaf 1960) en David Drakes Hammer's Slammers-reeks (vanaf 1974). Deze laatste waren nadrukkelijk geïnspireerd door Drake's ervaringen in de Vietnamoorlog.
In 1977 begon Orson Scott Card met zijn bekroonde Ender-reeks over een militaristische maatschappij die in oorlog is met een insectoïde buitenaards ras en waar kinderen al op zeer jonge leeftijd worden opgeleid voor de strijd.
In 2001 bracht Harry Turtledove de anthologie Best Military Science Fiction of the 20th Century uit, met onder andere bijdragen van Poul Anderson, Orson Scott Card, C.J. Cherryh, Arthur C. Clarke, Philip K. Dick, Joe Haldeman, George R.R. Martin, Anne McCaffrey en Turtledove zelf uit de jaren 1953 - 1987.
De laatste decennia zijn in dit genre de nodige series in opkomst met vrouwen in de hoofdrol, zoals de Honor Harrington-reeks, Serrano Legacy, Kris Longknife, Vatta's War, Confederation of Valor (deels ook de Vorkosigan Saga en de RCN-serie).

### Film en televisie
De Star Warsreeks (Galactische Republiek tegen De Separatisten, Rebellenalliantie tegen Galactisch Keizerrijk, vanaf 1977) is een mengeling van vele genres, waaronder space opera, fantasy en militaire sciencefiction. Ook Battlestar Galactica (de mensen tegen de Cylons, vanaf 1978) heeft, naast space opera, militaire sciencefiction-elementen. 
In 1981 begon Yoshiki Tanaka met zijn Legend of the Galactic Heroes-reeks, over de strijd tussen het Galactic Empire en de Free Planets Alliance. Van 1988 tot 2000 werd de reeks als anime verfilmd. Een andere anime is Mobile Suit Gundam uit 1979, waarbij voornamelijk met mecha's tegen elkaar wordt gevochten. De reeks loopt al 20 jaar: de nieuwste serie is Mobile Suit Gundam 00 uit 2008. 
De oorspronkelijke Star Trek-serie was voornamelijk space opera, maar de spin-off Star Trek: The Next Generation (vanaf 1987) was veel meer militaire sciencefiction, met een groep ruimte-officieren als hoofdrolspelers en een dodelijke vijand: de Borg. Ook in Star Trek: Deep Space Nine komen militaire acties voor.
Recentere voorbeelden van militaire sciencefiction zijn Space: Above and Beyond uit 1995, Paul Verhoevens Starship Troopers, een 'verfilming' van Robert Heinleins gelijknamige boek uit 1959

### Games
Er zijn ook games die onder het genre te plaatsen zijn,  zoals het real-time strategy-computerspel StarCraft uit 1998 en het first-person shooter-spel Halo: Combat Evolved uit 2001.

## Karakteristieke elementen
Het verhaal draait vaak om een onvermijdelijk en grootschalig militair conflict tussen twee al dan niet menselijke beschavingen. De oorlog kan zowel in de ruimte, op een planeet (de Aarde of een buitenaardse wereld) of op meerdere planeten(stelsels) tegelijk woeden. Meestal bevatten de conflicten elementen uit de menselijke geschiedenis, waarbij de Aardse landen door de schrijver worden vervangen door toekomstige staten, die een gehele planeet, een planetaire unie of zelfs een (deel van een) sterrenstelsel kunnen beheersen. Deze staten hebben vaak de kenmerken en geschiedenis van de landen die ervoor model stonden.
Militaire waarden worden benadrukt en vaak verheerlijkt: discipline, moed, volharding en kameraadschap worden beschouwd als het hoogste goed. Het verhaal wordt meestal verteld vanuit het gezichtspunt van de gewone soldaat, die in het verloop van de strijd uitgroeit tot het hoogst haalbare militaire ideaalbeeld: de held. Niet de logistiek en tactische plannen, maar de moed en wilskracht van de hoofdpersoon zorgen uiteindelijk voor de overwinning. Zeker in de moderne militaire sciencefiction hebben mannen en vrouwen vaak gelijke rechten, waardoor ze evenveel kansen hebben om op te klimmen in de militaire hiërarchie. In oudere werken bestaat vrijwel altijd het traditionele man-vrouwbeeld.
De wapentechnologie staat vrijwel altijd op een hoger peil dan nu: naast interstellaire ruimtevaart en straalwapens (laser-, faser- of andere stralen) heeft men vaak de beschikking over kunstmatige zwaartekracht, afweerschilden, trekstralen, universele vertalers en sneller dan licht-technologie. Nieuwe technologische ontwikkelingen, zeker op wapengebied, staan regelmatig centraal in de militaire sciencefiction.
In de Engelstalige media hebben de ruimteschepen vaak de naam van Amerikaanse of Britse marineschepen, scheepstypes en personen uit het leger of de marine. Voorbeelden hiervan zijn de Star Destroyer uit Star Wars (Torpedobootjager ofwel destroyer), Britannia uit E.E. "Doc" Smiths Lensman-reeks (RMS Britannia), Dreadnought uit Star Trek: Voyager en als Star Dreadnaught uit Star Wars (Dreadnought (scheepstype)), Enterprise uit Star Trek (USS Enterprise NCC-1701J), Hammerheads uit Space: Above and Beyond (USS Hammerhead) en Rodger Young uit Starship Troopers (Rodger Wilton Young).

## Bekende militaire sciencefictionwerken

### Boeken
- 1959 - Robert Heinlein - Starship Troopers - Troepen voor de sterren
- 1960 en verder - Gordon R. Dickson - Dorsai-reeks (sommige delen)
- 1960 - Poul Anderson - Kruistocht in de ruimte*
- 1975 en verder - Joe Haldeman - De eeuwige oorlog-reeks
- 1976 en verder - Jerry Pournelle - Falkenberg's Legion-reeks
- 1979 en verder - David Drake - Hammer's Slammers-reeks (zie ook RCN-serie)
- 1981 en verder - Yoshiki Tanaka - Legend of the Galactic Heroes-reeks
- 1985 en verder - Orson Scott Card - Ender-reeks
- 1986 en verder - Lois McMaster Bujold - Vorkosigan Saga
- 1993 en verder - David Weber - Honor Harrington-reeks
- 2003 en verder - Elizabeth Moon - Vatta's War-reeks (zie ook Serrano Legacy)
- 2005 en verder - John Scalzi - Old Man's War-reeks

### Films
- 1977 en verder - Star Wars
- 1996 - Space Marines
- 1997 - Starship Troopers
- 2005 - Doom
- 2009 - Avatar

### Televisieseries
- 1978 - Battlestar Galactica
- 1979 - Mobile Suit Gundam
- 1995 - Space: Above and Beyond
- Stargate:
  - 1997 - Stargate SG-1
  - 2004 - Stargate Atlantis
  - 2009 - Stargate Universe

### Spellen
- 1987 - Warhammer 40,000
- 1993 - Doom
- 1998 - StarCraft
- 2001 - Halo-serie